# Alois Estermann

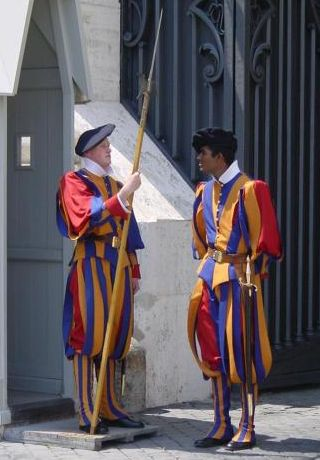
Schweizergardister

Alois Estermann, född 29 oktober 1954 i Gunzwil, Schweiz, död 4 maj 1998 i Rom, var en schweizisk officer och schweizergardets trettioförsta kommendant.
Estermann fick tjänst som kapten i schweizergardet 1980 och erhöll viss berömmelse 1981 då han genom att agera levande sköld avvärjde ett attentat mot påven Johannes Paulus II.
Den 4 maj 1998 mördades Alois Estermann och hans hustru i sitt hem av Cédric Tornay, en vicekorpral i schweizergardet. Mindre än tio timmar tidigare hade Estermann av påven utnämnts till ny kommendant över schweizergardet.